# Арсеньева, Лидия Павловна
Лидия Павловна Арсеньева (4 декабря 1940, с. Нагорное, Клинский район, Московская область, СССР — 16 июня 2020, Тверь, Россия) — прядильщица Калининского ХБК, г. Тверь.

## Биография
Родилась 4 декабря 1940 года в селе Нагорное Клинского района Московской области.
Училась в школе ФЗУ Управления фабрик Пролетарской мануфактуры, прядильно-ткацкой имени И. А. Вагжанова и Переволоцкой мануфактуры (с целью подготовки рабочих текстильной промышленности). Ныне — тверской «Профессиональный лицей № 15».
Работала прядильщицей на Калининском хлопчатобумажном комбинате.

## Награды
- Герой Социалистического Труда (1981).